# Anne Baxter
Anne Baxter (Michigan City, 7 de maio de 1923 — Nova Iorque, 12 de dezembro de 1985) foi uma famosa atriz norte-americana e estrela de filmes de Hollywood, de produções da Broadway e de séries de televisão. Ela ganhou um Óscar e um Globo de Ouro e foi indicada para o Primetime Emmy.
Baxter era neta do arquiteto, escritor e educador norte-americano Frank Lloyd Wright. Ela estudou interpretação com Maria Ouspenskaya, atriz russa indicada ao Óscar de melhor atriz coadjuvante, que alcançou sucesso em sua juventude como uma atriz de teatro na Rússia, e mais tarde como uma atriz de cinema em Hollywood, e tinha alguma experiência de palco antes de fazer sua estreia no cinema participando do western 20 Mule Team, de 1940. Foi contratada pela 20th Century Fox e foi emprestada a RKO Pictures para um papel em The Magnificent Ambersons, de 1942, dirigido pelo ator, diretor, escritor e produtor norte-americano, que trabalhou em teatro, rádio e cinema, Orson Welles, um dos primeiros filmes importantes dela.
Em 1947, Anne Baxter ganhou Óscar de melhor atriz coadjuvante por seu papel como Sophie MacDonald em The Razor’s Edge, de 1946. Em 1951, ela recebeu uma indicação ao Óscar de melhor atriz para o papel-título de All About Eve, de 1950. Ela trabalhou com vários dos maiores diretores de Hollywood, incluindo o diretor e produtor inglês Alfred Hitchcock no filme I Confess, de 1953; o cineasta, realizador, argumentista e produtor nascido na Áustria, mas que dividiu sua carreira entre a Alemanha e Hollywood, Friedrich Anton Christian Lang, conhecido como Fritz Lang no filme The Blue Gardenia, de 1953; e o cineasta americano, um dos 36 fundadores da Academia de Artes e Ciências Cinematográficas, Cecil Blount DeMille, mais conhecido como Cecil B. DeMille no filme The Ten Commandments, de 1956.

## Início da vida
Como neta do famoso arquiteto Frank Lloyd Wright, Anne Baxter passou a infância e adolescência em Nova Iorque, onde aos 13 anos já trabalhava em teatro. Aos 15 anos foi submetida a um teste por Alfred Hitchcock e quase foi escolhida para trabalhar como a estrela do filme Rebecca, mas quem ganhou o papel foi a premiada atriz britânico-americana nascida no Japão, Joan de Beauvoir de Havilland, mas conhecida como Joan Fontaine.
Anne Baxter nasceu em Michigan City, Indiana, filha de Catherine Dorothy (nascida Wright; 1894–1979), cujo pai foi o famoso arquiteto Frank Lloyd Wright, e de Kenneth Stuart Baxter (1893–1977), um executivo de destaque da empresa Seagrams Distillery Company. Quando ela tinha 5 anos, apareceu numa peça de teatro da escola e, como sua família tinha se mudado para Nova Iorque quando ela tinha anos de idade, Baxter continuou a atuar. Ela foi criada em Westchester County, Nova Iorque e participou da The Brearley School, escola privada para meninas em Nova Iorque, localizada no Upper East Side de Manhattan. Aos dez anos, Anne Baxter assistiu uma peça da Broadway estrelada pela popular atriz norte-americana de origem judaica, conhecida como "a primeira-dama do teatro norte-americano", Helen Hayes, e ficou tão impressionada que declarou a sua família que queria se tornar uma atriz. Com efeito, com a idade de apenas treze anos, ela tinha aparecido na Broadway em Sean but Not Heard. Durante este período, Baxter aprendeu seu ofício de atriz como uma estudante da famosa professora Maria Ouspenskaya. Em 1939 ela foi lançada como a pequena irmã da importante atriz norte-americana Katharine Hepburn, indicada doze vezes ao prêmio Óscar de melhor atriz, vencendo em quatro ocasiões (marca até hoje não superada por nenhuma atriz), na peça teatral The Philadelphia Story, do dramaturgo norte-americano Philip Barry, mas Katharine Hepburn não gostava do estilo de atuação de Anne Baxter e ela foi substituída ainda durante o período de pré-show da Broadway. No entanto, ao invés de desistir, decidida, ela virou-se para Hollywood.

## Carreira

### 1940–1959: Início e estrelato

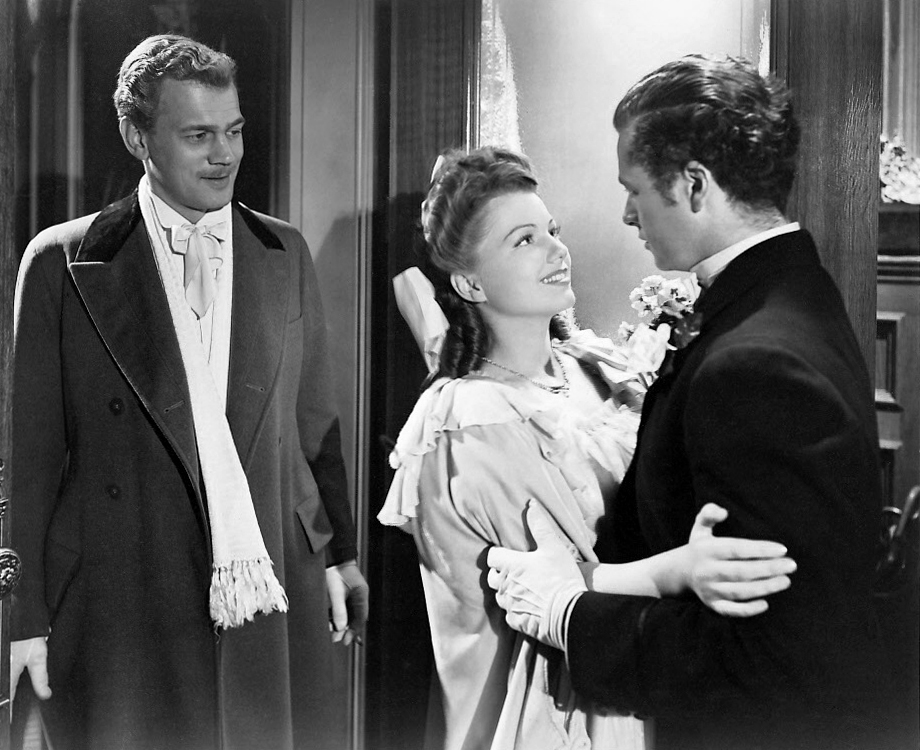
Joseph Cotten, Anne Baxter e Tim Holt em The Magnificent Ambersons (1942).

Aos 16 anos, Anne Baxter fez um teste para o papel de Sra. DeWinter para o filme Rebecca, perdendo a oportunidade para a atriz britânico-americana Joan Fontaine, isto porque o diretor Alfred Hitchcock considerou-a jovem demais para aquele papel, mas Baxter logo conseguiu um contrato de sete anos com a 20th Century Fox. Seu primeiro papel no cinema foi no filme do gênero western, 20 Mule Team em 1940. Ela foi escolhida pelo diretor Orson Welles a aparecer em The Magnificent Ambersons, de 1942. Em 1943, ela interpretou uma empregada doméstica francesa num hotel norte-africano (com um sotaque francês credível) no filme Five Graves to Cairo, do realizador de cinema, roteirista, cineasta e produtor norte-americano Billy Wilder, cuja carreira se estendeu por mais de 50 anos em mais de 60 filmes.
Baxter coestrelou como o ator de cinema e de teatro Tyrone Edmund Power, Jr., creditado geralmente sob o nome Tyrone Power e conhecido, algumas vezes, como "Ty Power" e a atriz de cinema e teatro norte-americana Gene Eliza Tierney, creditado geralmente sob o nome Gene Tierney, em 1946, no filme The Razor’s Edge, baseado no romance do romancista e dramaturgo britânico William Somerset Maugham, para o qual ela ganhou o Óscar de melhor atriz coadjuvante, apenas 6 anos depois de estrear em filmes. Por sinal, ela mesma contou mais tarde que o filme The Razor’s Edge continha cena na qual foi seu único grande desempenho como atriz de cinema. Esta cena se passa no hospital onde o personagem Sophie MacDonald "perde o marido, a filha e tudo o mais, em virtude de trágico acidente". Ela disse que naquela cena forte reviveu a morte de seu irmão, que morreu aos 3 anos. Ela interpretou Constance Mae "Mike", em 1948, no filme do gênero western Yellow Sky, atuando ao lado do premiado ator norte-americano Gregory Peck e do ator e produtor de cinema, teatro e televisão norte-americano Richard Widmark. Por sinal, o chefe do estúdio da 20th Century Fox, o produtor, roteirista e realizador norte-americano Darryl Francis Zanuck queria a atriz norte-americana Paulette Goddard, nome artístico de Pauline Marion Goddard Levy para interpretar "Mike", mas no final prevaleceu o nome de Anne Baxter, que juntamente com Gregory Peck e Richard Widmark brindaram o público com excelentes atuações.

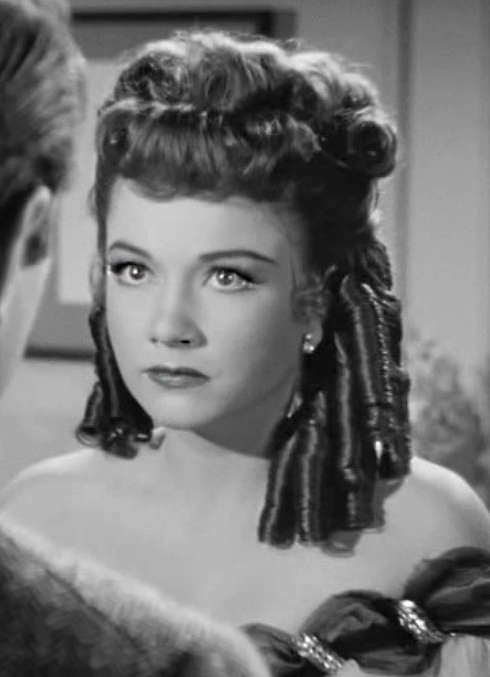
Baxter como Eve Harrington em All About Eve (1950).

Em 1950, Baxter foi escolhida para coestrelar em All About Eve, em grande parte por causa de uma semelhança com a premiada atriz norte-americana Claudette Chauchoin, conhecida como Claudette Colbert, que foi originalmente definida para estrelar o papel da personagem Margo Channing, mas retirou-se e foi substituída por Bette Davis. A ideia original era ter o personagem de Anne Baxter (Eve Harrington) gradualmente vir a espelhar Claudette Colbert no decorrer do filme. Por sinal, Baxter recebeu uma indicação ao Óscar de melhor atriz para o papel-título de Eve Harrington, mas perdeu o prêmio para a atriz norte-americana Judy Holliday, nome artístico de Judy Tuvin. Certa vez, inclusive, ela disse que modelou o seu papel no filme em uma suplente de atriz mal-intencionada que ela teve na sua atuação de estreia da peça teatral Seen but Not Heard na Broadway com a idade de 13 anos e que tinha ameaçado "acabar com ela". Através dos anos 1950, ela continuou a atuar no palco de teatros. Em 1953, Anne Baxter firmou contrato para atuar em dois filmes produzidos pela Warner Brothers. O primeiro deles foi o filme I Confess, de 1953, dirigido por Alfred Hitchcock, atuando ao lado de Edward Montgomery Clift; e o segundo foi o romance The Blue Gardenia, também de 1953, representando o papel de uma mulher acusada de assassinato.

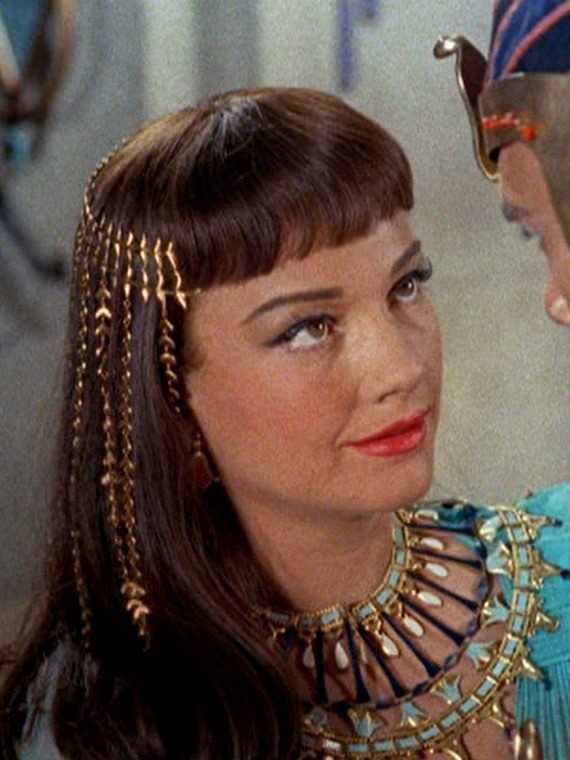
Baxter como Nefertari em The Ten Commandments (1956).

Em junho de 1954, Anne Baxter ganhou o cobiçado papel da princesa egípcia e rainha Nefretiri, um de seus papéis mais memoráveis, atuando ao lado de Charlton Heston, nome artístico de John Charles Carter, o qual interpretou Moises, no premiado filme The Ten Commandments, de 1956, dirigido por Cecil Blount DeMille. Suas cenas foram filmadas em estúdios de som da Paramount Pictures, em 1955, e ela participou da estreia do filme em Nova Iorque e Los Angeles, em novembro de 1956. Apesar das críticas de sua interpretação como Nefretiri, Cecil Blount DeMille e o Hollywood Reporter concluíram que seu desempenho foi "muito bom", e o The New York Daily News descreveu-a como "extraordinariamente eficaz". Mais tarde, ela se lembrou do filme numa entrevista, dizendo o seguinte: "DeMille me pediu para entrar. Seu escritório na Paramount estava repleto de livros, cabides, rolos de roupa de cama. Eu disse a ele que eu teria que usar um nariz egípcio falso e ele bateu na mesa. Não! Baxter, seu nariz irlandês permanece neste filme. Ele escreveu a minha parte e eu continuei a assentir, e eu saí com a parte escrita por ele. Os sets de som foram magníficos. Era tudo sentimental, claro, mas DeMille sabia que era antiquado – mas era o que ele queria, o que ele amava. Eu adorava o andar de leve, às escondidas, ao redor – realmente, esse foi um filme interpretado de maneira silenciosa, mas com diálogo".

## Filmografia

### Cinema
| Ano  | Título                         | Papel                                    | Notas         | Ref.                 |
| ---- | ------------------------------ | ---------------------------------------- | ------------- | -------------------- |
| 1940 | 20 Mule Team                   | Joan Johnson                             |               | [ 24 ]               |
| 1940 | The Great Profile              | Mary Maxwell                             |               | [ 25 ]               |
| 1941 | Charley's Aunt                 | Amy Spettigue                            |               | [ 26 ]               |
| 1941 | Swamp Water                    | Julie                                    |               | [ 27 ]               |
| 1942 | The Pied Piper                 | Nicole Rougeron                          |               | [ 28 ]               |
| 1942 | The Magnificent Ambersons      | Lucy                                     |               | [ 29 ]               |
| 1943 | Crash Dive                     | Jean Hewlett                             |               | [ 30 ]               |
| 1943 | Five Graves to Cairo           | Mouche                                   |               | [ 31 ]               |
| 1943 | The North Star                 | Marina                                   |               | [ 32 ]               |
| 1944 | The Fighting Sullivans         | Katherine Mary Sullivan                  |               | [ 33 ]               |
| 1944 | The Eve of St. Mark            | Janet Feller                             |               | [ 34 ]               |
| 1944 | Sunday Dinner for a Soldier    | Tessa Osborne                            |               | [ 35 ]               |
| 1944 | Guest in the House             | Evelyn Heath                             |               | [ 36 ]               |
| 1944 | The Purple Heart               | Anne (voz)                               | Não creditada | [ 37 ]               |
| 1945 | A Royal Scandal                | Countess Anna Jaschikoff                 |               | [ 38 ]               |
| 1946 | Smoky                          | Julie Richards                           |               | [ 39 ]               |
| 1946 | Angel on My Shoulder           | Barbara Foster                           |               | [ 40 ]               |
| 1946 | The Razor's Edge               | Sophie MacDonald                         |               | [ 41 ] [ 42 ] [ 43 ] |
| 1947 | Blaze of Noon                  | Lucille Stewart                          |               | [ 44 ]               |
| 1947 | Mother Wore Tights             | Narradora                                | Não creditada | [ 45 ]               |
| 1948 | Homecoming                     | Penny Johnson                            |               | [ 46 ]               |
| 1948 | The Walls of Jericho           | Julia Norman                             |               | [ 47 ]               |
| 1948 | The Luck of the Irish          | Nora                                     |               | [ 48 ]               |
| 1948 | Yellow Sky                     | Constance "Mike" Mae                     |               | [ 49 ] [ 50 ]        |
| 1949 | You're My Everything           | Hannah Adams                             |               | [ 51 ]               |
| 1950 | A Ticket to Tomahawk           | Kit Dodge, Jr.                           |               | [ 52 ]               |
| 1950 | All About Eve                  | Eve Harrington                           |               | [ 53 ] [ 54 ] [ 55 ] |
| 1951 | Follow the Sun                 | Valerie Hogan                            |               | [ 56 ]               |
| 1952 | The Outcasts of Poker Flat     | Cal                                      |               | [ 57 ]               |
| 1952 | O. Henry's Full House          | Joanna Goodwin                           |               | [ 58 ] [ 59 ]        |
| 1952 | My Wife's Best Friend          | Virginia Mason                           |               | [ 60 ]               |
| 1953 | I Confess                      | Ruth Grandfort                           |               | [ 61 ]               |
| 1953 | The Blue Gardenia              | Norah Larkin                             |               | [ 62 ]               |
| 1954 | Carnival Story                 | Willie                                   |               | [ 63 ]               |
| 1955 | Bedevilled                     | Monica Johnson                           |               | [ 64 ]               |
| 1955 | One Desire                     | Tacey Cromwell                           |               | [ 65 ]               |
| 1955 | The Spoilers                   | Cherry Malotte                           |               | [ 66 ]               |
| 1955 | The Come On                    | Rita Kendrick                            |               | [ 67 ]               |
| 1956 | The Ten Commandments           | Nefretiri                                |               | [ 68 ]               |
| 1957 | Three Violent People           | Lorna Hunter Saunders                    |               | [ 69 ]               |
| 1958 | Chase a Crooked Shadow         | Kimberley Prescott                       |               | [ 70 ]               |
| 1959 | Summer of the Seventeenth Doll | Olive                                    |               | [ 71 ]               |
| 1960 | Cimarron                       | Dixie Lee                                |               | [ 72 ]               |
| 1962 | Mix Me a Person                | Anne Dyson                               |               | [ 73 ]               |
| 1962 | Walk on the Wild Side          | Teresina Vidaverri                       |               | [ 74 ]               |
| 1965 | The Family Jewels              | Atriz do filme a bordo do avião de Eddie | Não creditada | [ 75 ]               |
| 1966 | Seven Vengeful Women           | Mary Ann                                 |               | [ 76 ] [ 77 ]        |
| 1967 | The Busy Body                  | Margo Foster                             |               | [ 78 ]               |
| 1971 | Fools' Parade                  | Cleo                                     |               | [ 79 ]               |
| 1971 | The Late Liz                   | Liz Addams Hatch                         |               | [ 80 ]               |
| 1980 | Jane Austen in Manhattan       | Lilliana Zorska                          |               | [ 81 ]               |

## Teatrografia
Abaixo lista-se os papéis em peças teatrais interpretados por Anne Baxter ao longo da sua carreira artística.
| Ano(s)  | Título                       | Papel              | Teatro                       | Notas                                                             | Ref.   |
| ------- | ---------------------------- | ------------------ | ---------------------------- | ----------------------------------------------------------------- | ------ |
| 1936    | Seen But Not Heard           | Elizabeth Winthrop | Henry Miller's Theatre       |                                                                   | [ 82 ] |
| 1938    | There's Always a Breeze      | Lita Hammond       | Windsor Theatre              |                                                                   | [ 83 ] |
| 1938    | Madame Capet                 | Rosalie            | Cort Theatre                 |                                                                   | [ 84 ] |
| 1957    | The Square Root of Wonderful | Mollie Lovejoy     | National Theatre             |                                                                   | [ 85 ] |
| 1971–72 | Applause                     | Margo Channing     | Palace Theatre               |                                                                   | [ 86 ] |
| 1974    | Come Into the Garden Maud    | Maud Caragnani     | Ethel Barrymore Theatre      | Peça em duas partes: Come Into the Garden Maud/A Song at Twilight | [ 87 ] |
| 1974    | A Song at Twilight           | Carlotta Gray      | Ethel Barrymore Theatre      | Peça em duas partes: Come Into the Garden Maud/A Song at Twilight | [ 87 ] |
| 1982    | Hamlet                       | Gertrude           | American Shakespeare Theatre |                                                                   | [ 88 ] |